# Lepitsa
Lepitsa (bulgariska: Лепица) är ett distrikt i Bulgarien.   Det ligger i kommunen Obsjtina Tjerven brjag och regionen Pleven, i den nordvästra delen av landet, 90 km nordost om huvudstaden Sofia.
Omgivningarna runt Lepitsa är en mosaik av jordbruksmark och naturlig växtlighet. Runt Lepitsa är det ganska tätbefolkat, med 70 invånare per kvadratkilometer.